# Joacim Persson
 (septembre 2018).
Si vous disposez d'ouvrages ou d'articles de référence ou si vous connaissez des sites web de qualité traitant du thème abordé ici, merci de compléter l'article en donnant les références utiles à sa vérifiabilité et en les liant à la section « Notes et références ».
Joacim Persson, né le 17 avril 1971 à Örebro en Suède, est un auteur-compositeur, producteur de musique, disc jockey, guitariste, manageur et entrepreneur suédois. Il a écrit et produit des chansons pour des artistes aux disques platine tels que Kelly Clarkson, John Legend, Kylie Minogue, Lady Gaga, Jonas Brothers, Tokio Hotel, Mary J. Blige, Willow Smith, Iyaz, Miley Cyrus, Selena Gomez, Armin Van Buuren, Charice, Ashley Tisdale, Robyn et Jamiroquai.

## Carrière professionnelle
Il a commencé comme guitariste dans un groupe de rock local appelé Fallen Angel. Le groupe a signé un contrat avec le label allemand Massacre Records quand il avait 18 ans, en lançant leur premier album intitulé Faith Fails. À l'âge de vingt-deux ans en 1993, il a formé son deuxième groupe, Waving Corn, le groupe a signé à Roadrunner Records en Hollande. Après la sortie de leur album Tearsurf, le groupe a décidé de se séparer après trois années de tournées intensives en Europe. Pendant l'enregistrement de Tearsurf, Persson a rencontré l'ingénieur Niclas Molinder au studio Eagle One, et ensemble ils ont formé une nouvelle équipe de production appelée Twin.

## Discographie

### Compositeur et producteur
- Tell Me : co-écrit avec la chanteuse allemande Sandy Mölling (2004)
- Heroes : co-écrit avec la chanteuse gréco-suédoise Élena Paparízou (2006)
- Stranded : co-écrit avec la chanteuse suédoise Agnes Carlsson (2006)
- Goodbye to Yesterday : co-écrit avec le groupe pop allemand No Angels (2007)
- Not Like That : co-écrit avec la chanteuse américaine Ashley Tisdale (2008)
- It's Alright, It's OK : co-écrit avec la chanteuse américaine Ashley Tisdale (2009)
- What If : co-écrit avec la chanteuse américaine Ashley Tisdale (2009)
- Pyramid : co-écrit avec la chanteuse philippine Jake Zyrus (2009)
- Gonna Get This : co-écrit avec la chanteuse américaine Miley Cyrus (2010)
- 21st Century Girl : co-écrit avec la chanteuse américaine Willow Smith (2010)
- Geronimo : co-écrit avec la chanteuse danoise Aura Dione (2011)
- Determinate : co-écrit avec la chanteuse américaine Bridgit Mendler (2011)
- Calling All the Monsters : co-écrit avec la chanteuse afro-américaine China Anne McClain (2011)
- Run Run Run : co-écrit avec le chanteur allemand Bill Kaulitz et le musicien Tom Kaulitz (2014)
- Feel It All : co-écrit avec le chanteur allemand Bill Kaulitz et le musicien allemand Tom Kaulitz (2014)
- Colours of Your Love : co-écrit avec le chanteur autrichien Conchita Wurst (2014)
- Firestorm : co-écrit avec le chanteur autrichien Conchita Wurst (2014)
- On Fire : co-écrit avec la chanteuse suisse Stefanie Heinzmann (2015)
- Autumn Leaves : co-écrit avec le chanteur macédonien Daniel Kajmakoski (2015)
- Rotten to the Core : co-écrit pour le film américain Descendants (2015)
- Dance Alone : co-écrit avec la chanteuse macédonienne Jana Burčeska (2017)
- Beautiful Mess : co-écrit avec le chanteur russo-bulgare Kristian Kostov (2017)
- In Too Deep: co-écrit avec la chanteuse serbe Tijana Bogićević (2017)
- 9 Lives: co-écrit avec la chanteuse roumaine Alexandra Stan (2017)
- Bones : co-écrit avec le groupe bulgare Equinox (2018)

### Collaboration, arrangements et production: Albums studios
- Guilty Pleasure : en collaboration avec la chanteuse américaine Ashley Tisdale, sortie le 11 juin 2009.
- Jonas L.A. : en collaboration avec le groupe pop américain Jonas Brothers, sortie le 20 juillet 2010.

### Album Studio (guitariste et compositeur)
- 1993 : Faith Fails

### Guitariste et compositeur formé avec son duo Twin
Les chansons ont été composées avec le compositeur suédois Niclas Molinder :
- Wan't Wait (1997)
- Bring Back the Funk (1999)
- A New Day (2001)
- Sommarnatt (2004)
- Waterloo (2005)
- Gotta Be Me (2014)